# 공공 도서관

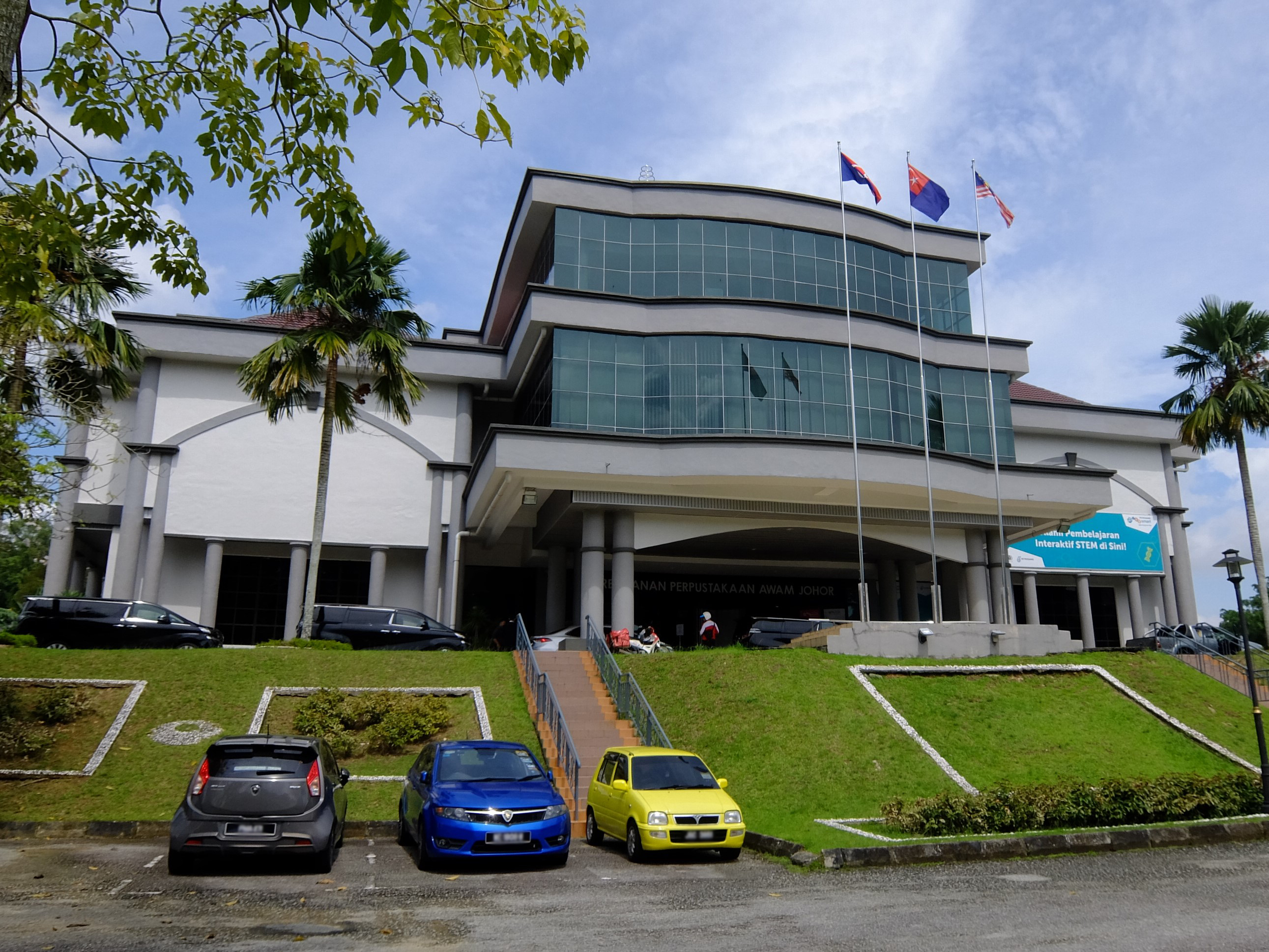

공공 도서관(公共圖書館)은 국가나 사회의 구성원이 두루 사용할 수 있도록 세금 등의 공적인 자원으로 설치된 도서관이다.

## 한국도서관법[1]
- 도서관법 제4장의 2에서 공공 도서관 관련 법을 규정하고 있다.
- 제22조 설치
- 제27조 설치 등
- 제28조 업무
- 제29조 공립 공공도서관의 운영 및 지원 등
- 제30조 공립 공공도서관의 관장 및 도서관운영위원회
- 제31조 사립 공공도서관의 등록 및 폐관
- 제31조의2 등록의 취소 등
- 제31조의3 청문
- 제32조 사립 공공도서관의 지원 등
- 제33조 사용료 등

1. ↑  “도서관법”. 2022년 11월 24일에 확인함.